# الديموغرافيا اللغوية
الديموغرافيا اللغوية هي الدراسة الإحصائية للغات بين جميع السكان. إن تقدير عدد المتحدثين بلغة معينة ليس مباشرا، وقد تتباين التقديرات المختلفة بشكل كبير. هذا يرجع أولاً إلى مسألة تعريف «اللغة» مقابل «اللهجة». غالبًا ما يستند تحديد الأصناف كلغة واحدة أو كلغات مميزة إلى اعتبارات عرقية أو ثقافية أو سياسية بدلاً من الوضوح المتبادل. الصعوبة الثانية هي تعدد اللغات، مما يعقد تعريف «اللغة الأم». وأخيرًا، فإن عدم كفاية بيانات التعداد في كثير من البلدان يزيد من الصعوبة.
يعد Demolinguistics فرعًا من فروع علم الاجتماع اللغوي الذي يراعي الاتجاهات اللغوية الي تتأثر بالتوزيع السكاني وإعادة التوزيع ووضع المجتمعات.

## معظم اللغات المنطوقة
و يقارن الجدول التالي تقديرات كومري (1998) و Weber (1997)  (عدد المتحدثين الأصليين بالملايين). كما تقدم تقديرات SIL Ethnologue (2005). تعتبر مقارنة التقديرات التي لا تعود إلى نفس العام مشكلة بسبب نمو سكان العالم بنسبة 1.14٪ سنويا (مع اختلافات إقليمية كبيرة).
|        | لغة                   | كومري (1998) | ويبر (1997) | سيل          |
| ------ | --------------------- | ------------ | ----------- | ------------ |
| 1.     | لغة الماندرين الصينية | 836          | 1100        | 1,205 (1999) |
| 2. -4. | الهندوستانية          | 333          | 250         | 422 (2001)   |
| 2. -4. | الإسبانية             | 332          | 300         | 322 (1995)   |
| 2. -4. | الإنجليزية            | 322          | 300         | 309 (1984)   |
| 5. -6. | العربية               | 186          | 200         | 323 (2008)   |
| 5. -6. | البنغالية             | 189          | 185         | 171 (1994)   |
| 7. -8. | الروسية               | 170          | 160         | 145 (2000)   |
| 7. -8. | البرتغالية            | 170          | 160         | 178 (1995)   |
| 9.     | اليابانية             | 125          | 125         | 122 (1985)   |
| 10.    | الألمانية             | 100          | 100         | 95.4 (1994)  |

يبين الجدول أعلاه أنه بالنسبة لأكبر لغات العالم، من غير الممكن إعطاء تقدير لعدد المتحدثين الأصليين بشكل مؤكد أفضل من 10٪ أو 20٪ أو نحو ذلك.

## المؤلفات
- جوانا نيكولز، التنوع اللغوي في المكان والزمان ، مطبعة جامعة شيكاغو (1992)،(ردمك 978-0-226-58056-2) .
- ديفيد آي كيرتزر ودومينيك آريل (محرران.) والتعداد والمسافات البادئة: سياسة العرق والعرق واللغة في التعدادات الوطنية ،(ردمك 978-0-521-80823-1) .
- جاك بول، مسائل التدمير واللغة (1972).
- كلوس، ج. ماكونيل (محرران.)، التركيب اللغوي للأمم المتحدة المجلد. 2، أمريكا الشمالية ، كيبيك (1974-1984).

## روابط خارجية
- وكالة المخابرات المركزية - كتاب حقائق العالم
- يقارن إم تيرنر خمسة استطلاعات للغة - اللغة الأولى مقابل إجمالي المتحدثين، ودرجة التأثير، إلخ. بالإضافة إلى الرسوم البيانية والرسوم البيانية.
- أفضل 100 لغة
- إثنولوج
- Unicode.org أهم اللغات حسب الرسوم البيانية للناتج المحلي الإجمالي